# Prix Servant
O Prix Servant é um prêmio de matemática e física da Académie des Sciences. É dotado com 10.000 Euros (Situação em 2014). É concedido alternadamente a matemáticos e físicos.

## Recipientes
- 1968 Michel Hervé, Marcel Brelot, matemática
- 1969 Simon Gerstenkorn, Roland Barloutaud, física
- 1970 André Néron, Jean Cerf, Bernard Malgrange matemática
- 1971 Joseph Taillet, Serge Feneuille, física
- 1972 Paul Malliavin, Jean-Pierre Kahane
- 1973 Pierre Verdier, Bernard Marais, física
- 1974 Jacqueline Lelong-Ferrand, matemática
- 1975 Patrick Fleury, física, Jean-Pierre Pozzi, Michèle Neuilly
- 1976 Jacques Deny
- 1977 Marc Lefort, física
- 1978 Michael Herman
- 1979 Marcel Perrot, física
- 1980 François Bruhat
- 1981 Éline Luc-Koenig, física
- 1982 Thierry Aubin
- 1983 Alain Aspect
- 1984 Jean-Luc Brylinski
- 1985 Jean-Claude Keller, física
- 1986 Michel Talagrand
- 1987 Georges Amsel, física
- 1988 Anthony Joseph, matemática
- 1989 Jacques Chappert, física
- 1990 Étienne Ghys
- 1991 Vincent Hakim, física
- 1992 Gilles Lebeau
- 1993 Jean-Paul Desclaux, física
- 1994 Jean Lannes
- 1995 Patrick Aurenche, física
- 1996 Claire Voisin
- 1997 Guillaume Unal, física
- 1998 Patrick Gérard, matemática
- 1999 Joceylen Guéna, física
- 2000 Christian Bonatti, matemática
- 2001 Eduardo de Rafael, física, Arnaud Beauville, matemática
- 2002 Zoghman Mebkhout, matemática, Jean-Pierre Wolf, física
- 2003 Laurent Levy, física
- 2004 Guy David, matemática
- 2005 Jorge Kurchan, física
- 2006 Laurent Véron, matemática
- 2007 Vladimir Kazakov, Ivan Kostov, física matemática
- 2008 Guy Métivier, matemática
- 2009 Chris Westbrook, física
- 2010 Michel Ledoux, matemática
- 2011 Cristian Urbina, física
- 2012 Jean-Yves Chemin, matemática
- 2013 David Guéry-Odelin, física
- 2014 Vincent Lafforgue
- 2015 Jean-Jacques Greffet, física [1]
- 2017 Gilles Montambaux, física[2]
- 2018 Dominique Bakry, matemática[3]